# Exacum klackenbergii
Exacum klackenbergii là một loài thực vật có hoa trong họ Long đởm. Loài này được Gopalan mô tả khoa học đầu tiên năm 2002.